# نظم يوماوي

الساعة البيولوجية في الانسان

نَظْم يوماوي أو نظم ليلي نهاري أو نظم يومي أو الايقاعات اليومية أو الساعة البيولوجية أو تواتر يومي (بالإنجليزية: circadian rhythm)‏ هو أي عملية حيوية تتم وفقاً لتردد معين خلال 24 ساعة. هذا الإيقاع الذي يحدث على مدار 24 ساعة يتم تنظيمه بواسطة الساعة اليومية والتي لوحظت على نطاق واسع في النباتات والحيوانات والفطريات والبكتيريا الزرقاء.
وبالرغم من أن إيقاع الساعة البيولوجية هو عملية داخلية، إلا أنه يتم ضبطها وتنظيمها مع البيئة المحيطة بواسطة الإشارات الخارجية والتي تشمل الضوء ودرجة الحرارة ودورات الأكسدة.

## تاريخ إيقاع الساعة البيولوجية
أقدم تسجيل لحساب الساعة البيولوجية يرجع تاريخه في القرن الرابع قبل الميلاد، عندما وصف قبطان سفينة تعمل تحت إمرة الاسكندر الأكبر يدعى أندروسينز، الحركات النهارية لأوراق شجرة التمر هندى، ووردت ملاحظات عن إيقاع الساعة البيولوجية في البشر في النصوص الطبية الصينية التي تعود لحوالي القرن 13 بما في ذلك فترة الظهيرة ومنتصف الليل للمساعدة في اختيار مكان الحقن بالابر الصينية وفقا للدورة النهارية للإنسان وكذلك اليوم والشهر والفصل من العام.
وقد تم تسجيل الملاحظة الأولى عن الساعة البيولوجية الداخلية بواسطة العالم الفرنسي جان جاك دورتوس ديميران في عام 1729، حيث لاحظ أن أنماط الـ24 ساعة في أوراق نبات الميموسا بوديكا استمرت حتى عندما تم الاحتفاظ بها في ظلام دامس، وكانت هذه أول تجربة يتم التمييز فيها بين الساعة البيولوجية والاستجابة للمؤثرات اليومية.

نبات الميموسا بوديكا

وفي عام 1896م. لاحظ باتريك وجيلبرت أنه عند الحرمان من النوم لفترة طويلة فان الرغبة في النوم والنعاس تزداد وتقل على مدار الـ24 ساعة، وفي عام 1918م أظهرت زيمانسكى أن الحيوانات يمكنها أن تواصل نشاطها لمدة 24 ساعة في حالة عدم التعرض لمؤثر خارجي مثل الضوء والتغيرات في درجة الحرارة.
في أوائل القرن الـ20 لوحظ إيقاع الساعة البيولوجية في أوقات الطعام المنتظمة لدى النحل، وقد أجريت تجارب واسعة النطاق من قبل أوغست فوريل واينغبورغ بيلنج وأوسكار فاهل لمعرفة ما إذا كان هذا النظام الإيقاعي بسبب الساعة الداخلية، وقام رون كينوبكا وسيمور بنزر بفصل الجين المسئول عن الساعة الداخلية في ذبابة الفاكهة في بدايات عام 1970م واكتشفت لأول مرة المحددات الجينية للنظامية السلوكية.
وفي عام 1994م اكتشف جوزيف تاكهاشى أول تحول في الجين المسئول عن الساعة البيولوجية في الثدييات باستخدام الفئران. وبالرغم من ذلك فإن حذف الساعة من حياة الكائنات لن يؤدي إلى اختلال الوظائف الظاهرية السلوكية (أي أن الحيوانات سوف تظل لديها إيقاع الساعة العادية) مما يشكك في أهميتها في توليد الإيقاع المنتظم.
وقد تم صياغة مصطلح الإيقاع من قبل هيلبرج في عام 1950.

## المعايير
لكى يتم إطلاق مصطلح ايقاع الساعة البيولوجية على عملية ما، يجب أن تتصف بالمعايير الثلاثة التالية:
1. أن يكون الإيقاع له فترة عمل داخلية حرة وتستمر تقريبا لـ24 ساعة، أن يستمر الإيقاع في الظروف الثابتة (مثل الظلام الدامس) لمدة حوالي 24 ساعة، وتسمى فترة الإيقاع في الظروف الثابتة بفترة العمل الحرة ويرمز له عند اليونانيين بالحرف ت (tau). الأساس المنطقي لهذا المعيار هو التمييز بين إيقاع الساعة البيولوجية والاستجابات الطبيعية للمؤثر الخارجي، لا يمكن أن نطلق على الإيقاع أنه داخلي الا إذا تم اختباره واستمر في غياب أي مؤثر خارجي. في الحيوانات النهارية (التي تنشط نهارا) تكون الـ (tau) أكثر من 24 ساعة، بينما في الحيوانات الليلية تكون أقل من 24 ساعة.
2. أن يكون الإيقاع قابل للتغير، حيث أنه يمكن إعادة تعيين وضبط الإيقاع بواسطة المؤثرات الخارجية (مثل الضوء وتغيير درجة الحرارة). ويطلق على المؤثر الخارجي الذي يؤثر في الإيقاع (مقدم الوقت). السفر عبر المناطق الزمنية يوضح قدرة الساعة البيولوجية للإنسان على التكيف مع التوقيت المحلي، الشخص عادة يعانى من اضطراب الرحلات الجوية الطويلة قبل أن تتكيف الساعة البيولوجية مع التوقيت المحلي الجديد.
3. أن يعوض الإيقاع التغيير في درجات الحرارة. أو بمعنى آخر، أن يتم الحفاظ على الإيقاع في مجموعة مختلفة من درجات الحرارة، العديد من الكائنات الحية تعيش في نطاق واسع من درجات الحرارة، والتغيرات في الطاقة الحرارية سوف تؤثر على الطاقة الحركية لجميع العمليات الجزيئية في خلاياهم. ومن أجل مواكبة الوقت فان الساعة البيولوجية في أجسام الكائنات يجب أن تحافظ على العمليات الحيوية على مدار 24 ساعة بالرغم من تغيير طاقة الحركة، وهي خاصية تعرف باسم تعويض درجة الحرارة.

## المنشأ
الإيقاع اليومي يسمح للكائنات للاستباق والاستعداد لإجراء تغييرات بيئية دقيقة ومنتظمة، وبالتالي فهي تمكن الكائنات الحية من الحصول على أفضل استفادة من الموارد البيئية (مثل الضوء والحرارة) بالمقارنة مع تلك التي لا يتنبأ بإمكانية توافرها، ولهذا فمن الفرضية ان الإيقاع اليومي وضع الكائنات الحية في ميزة انتقائية من حيث التطور، وبالرغم من ذلك فقد اتضح أن أهمية دور الإيقاع في تنظيم وتنسيق عمليات التمثيل الغذائي الداخلية لا يقل عن دورها في تنسيق مع البيئة المحيطة، وهذا ما تشير إليه الصيانة (الوراثية) الخاصة بإيقاع الساعة البيولوجية في ذبابة الفاكهة بعد مئات الأجيال في ظروف المختبر الثابتة، وكذلك في المخلوقات التي تعيش في ظلام دامس في البرية وبالإزالة التجريبية لإيقاع الساعة البيولوجية التجريبي السلوكي وليس الفسيولوجي في السمان.

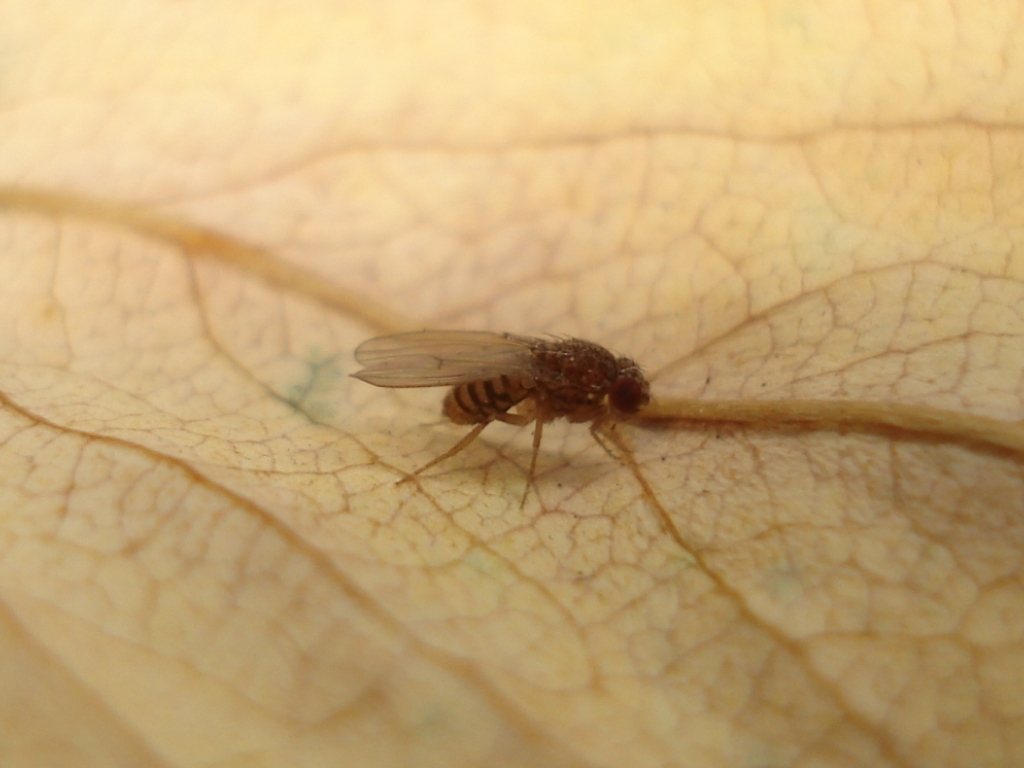
ذبابة الفاكهة

ما قاد إيقاعات الساعة البيولوجية إلى التطور كان هو السؤال المحير، أكدت الفرضيات السابقة أن البروتينات الحساسة للضوء وإيقاع الساعة البيولوجية ربما يكونا قد نشآ معا من الخلايا البدائية وذلك بهدف حماية الحمض النووي المتكون، حمايته من المستويات العالية من الأشعة فوق البنفسجية المدمرة في أثناء النهار. ولهذا فقد تم اقتصار نسخ الحمض النووي على فترة الليل، وبالرغم من هذا فان الأدلة ناقصة فمنذ تواجد أبسط الكائنات الحية والبكتيريا الزرقاء كان العكس يحدث دائما حيث ينقسم الحمض النووي الخاص بهم بشكل أكبر خلال النهار. المشهد الحالي هو أن التغيرات الإيقاعية في مستويات الأوكسجين البيئية وإنتاج أنواع الأكسجين التفاعلية (ROS) في وجود ضوء النهار قد دفعت الحاجة إلى تطوير الإيقاع اليومي لاستباق وبالتالي مواجهة وإلحاق أضرار بتفاعلات الأكسدة بشكل يومي أساسي.

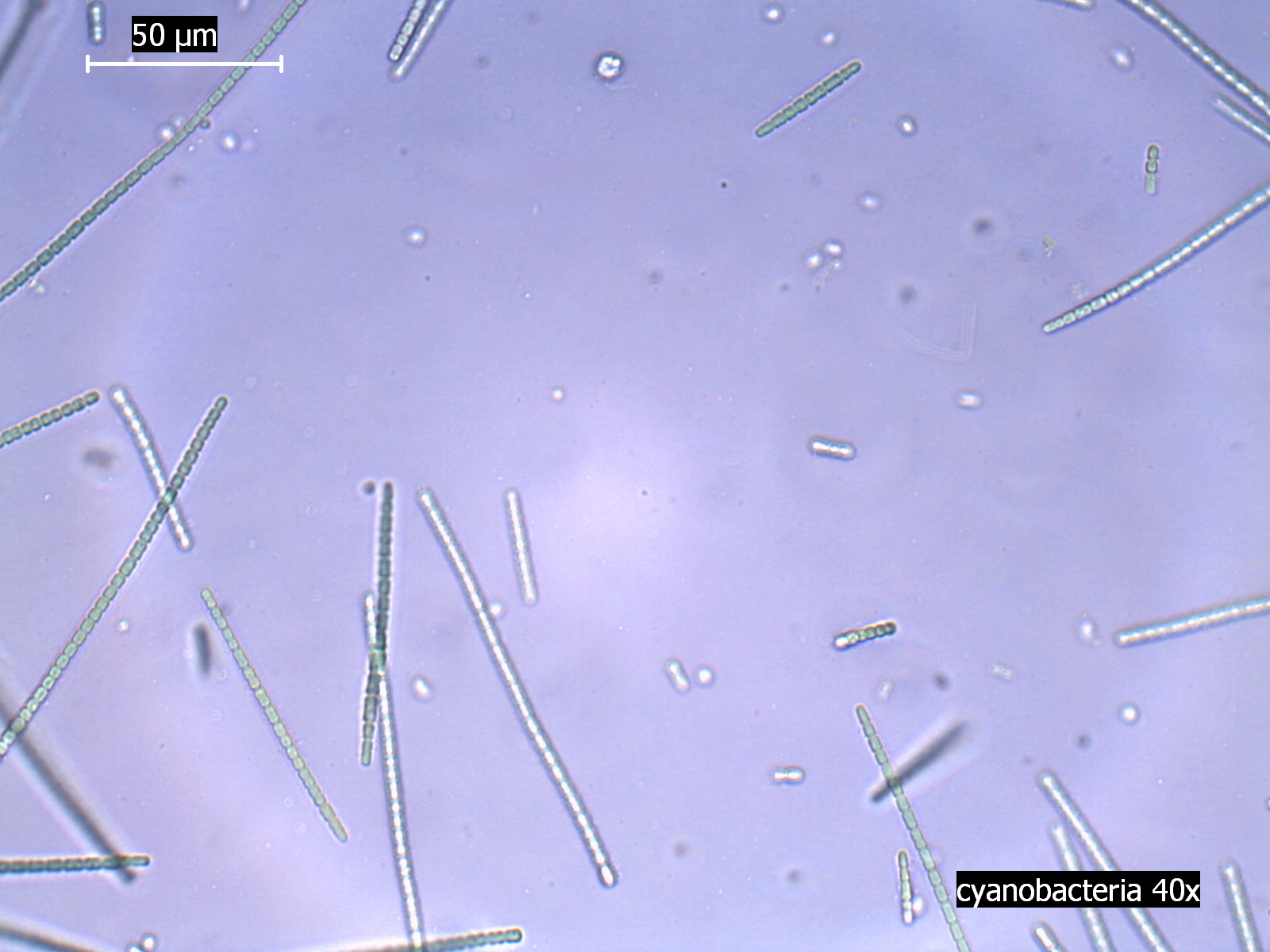
البكتيريا الزرقاء تحت الميكروسكوب الضوئي

أبسط أنواع الساعة الايقاعية المعروفة هي في البكتيريا الزرقاء أحادية النواة وقد أثبتت الأبحاث الحديثة أن الساعة البيولوجية لمتعاقبة الحبيبات الطولية يمكن تصنيعها في المختبر بواسطة ثلاث بروتينات فقط وهم (KaiA، KaiB، KaiC)، وأظهرت هذه الساعة أن بإمكانها الصمود على مدار 22 ساعة اعتمادا على إضافة جزيئات الطاقة اعتمدت التفسيرات السابقة للساعة البيولوجية في وحيدة الخلية على نسخ وترجمة الحمض النووي.
وقد تم تحديد أنه عند وجود خلل في النديد البشرى لذبابة الفاكهة وهو جين «الفترة» فهو يمكن أن يسبب (متلازمة مرحلة النوم العائلية المتقدمة) "FASPS"، مما يؤكد الطبيعة المحفوظة للساعة البيولوجية الجزيئية خلال مراحل التطور وقد تم التعرف على العديد من المكونات الجينية للساعة البيولوجية، ونتائج التفاعلات الخاصة بهم تدور في حلقة مفرغة ومتشابكة من المنتجات الجينية مما أدى إلى تقلبات دورية والتي تفسرها الخلايا أنها وقت مخصص من اليوم.
ومن المعروف الآن أن الساعة اليومية الجزيئية يمكنها أن تعمل بخلية واحدة وقد وضح ذلك بواسطة منع الجين في خلية معزولة في أحد الحيوانات الرخوية، وفي الوقت نفسه ربما تتواصل بعض الخلايا مع بعضها البعض مما يؤدى إلى إخراج متزامنة من الإشارات الكهربية، وهذه الإشارات ربما تترابط مع الغدد الصماء الخاصة بالمخ لينتج عنها إفراز الهرمونات بصفة دورية، يمكن أن توجد مستقبلات هذه الهرمونات خلال جميع أنحاء الجسم وتًزامِن الساعات الطرفية للأعضاء المختلفة. وبالتالي فإن المعلومات عن الوقت كما نقلتها العين تنتقل إلى الساعة البيولوجية في المخ ومن خلال ذلك يمكن المزامنة بين ساعات اليوم المختلفة.
هذه هي الطريقة التي يتم بها التحكم في التوقيت في الجسم، على سبيل المثال: النوم والاستيقاظ ودرجة الحرارة والعطش والشهية يتم تنسيقهم بواسطة الساعة البيولوجية.

## أهميته في الحيوانات
إيقاع الساعة البيولوجية موجود في أنظمة النوم والتغذية في الحيوانات وكذلك البشر. وهناك أيضا أنماط واضحة في درجة حرارة الجسم ونشاط موجات المخ وإنتاج الهرمونات وتجديد الخلايا. وبالإضافة إلى ذلك، فإن الدورية الضوئية هي رد الفعل الفسيولوجي في الكائنات الحية لطول الليل أو النهار، وهي عملية حيوية في النباتات والحيوانات. ويلعب نظام الساعة البيولوجية دورا في قياس وتفسير طول النهار.
التنبؤ بالفترات الموسمية والظروف الجوية وتوافر الغذاء والنشاط المفترس هو أمر حاسم في بقاء العديد من الأنواع -إن لم يكن هو العامل الوحيد- ويعد تغير طول فترة التعرض للضوء هي الإشارة البيئية الأكثر وضوحا للتوقيت الموسمي، وهذا بالنسبة إلى وظائف الجسم والسلوك، أبرزها توقيت الهجرة والسبات والاستنساخ.

### اضطرابات الساعة البيولوجية
تتحكم عدة عوامل خارجية أهمها الضوء والضجيج في المحافظة على انضباط الإيقاع اليومي للجسم أو ساعاته الحيوية، ويصاحب ذلك تغير في عدد كبير من وظائف الجسم التي قد تكون أنشط بالنهار منها بالليل. ويزداد إفراز هرمون النوم (الميلاتونين) بالليل ويقل بالنهار ولكن عند المصابين بهذا الاضطراب تنعكس الآية. والتعرض للضوء يخفض مستوى هرمون النوم في الدم حيث أن هرمون النوم يفرز من الغدة الصنوبرية في المخ وهي مرتبطة بعصب النظر لذلك التعرض للضوء الشديد ينقص إفراز الهرمون.

#### النوم والسفر
يسافر البعض إلى أماكن بعيدة تبعد عن بلادنا ومنطقتنا آلاف الكيلومترات شرقا أو غربا، وقد يعاني بعض المسافرين إلى مناطق بعيدة في الأيام الأولى من وصولهم إلى وجهة سفرهم من اضطرابات في النوم أو اضطرابات عضوية أخرى نتيجة للتغير المفاجئ في التوقيت أو ما يعرف بالجت لاق (Jet Lag).

##### معنى اختلاف التوقيت
اختلاف التوقيت بسبب السفر ينتج عن السفر السريع (كالسفر بالطائرة) عبر عدة نطاقات زمنية، كالسفر من السعودية إلى الولايات المتحدة الأمريكية أو العكس (السفر باتجاه الغرب أو الشرق).

##### أعراض اختلاف التوقيت
يتسبب اختلاف التوقيت في أعراض مختلفة تبدأ بالظهور خلال اليوم الأول أو الثاني من السفر عبر نطاقات زمنية متعددة (على الأقل نطاقان زمنيان). وتعزى الأعراض المصاحبة لاختلاف التوقيت إلى التغير الحاد الذي يطرأ على الإيقاع اليومي أو الساعة الحيوية في الجسم، حيث يجب على الشخص الاستيقاظ عندما يطلب جسمه النوم، والنوم عندما يطلب جسمه الاستيقاظ.
فعلى سبيل المثال، فرق التوقيت بين الرياض ونيويورك حوالي ثمان ساعات، فإذا سافر شخص من الرياض إلى نيويورك ووصل نيويورك في الصباح الباكر فإن ساعته الحيوية ستخبره أن الوقت هو وقت الظهر (حسب التوقيت الذي اعتاد عليه) وإذا كان ذلك الشخص معتادا على القيلولة في ذلك الوقت فإنه سيشعر بالخمول في ذلك الوقت، وعندما تكون الساعة الثالثة عصرا في نيويورك فإن ساعته الحيوية ستخبره أن ذلك هو وقت نومه (الساعة الحادية عشرة ليلا) وهكذا.
وقد يشكو الأشخاص المسافرون لمسافات طويلة من الأعراض التالية:
الأرق، النعاس في الأوقات التي تتطلب الاستيقاظ، قلة النشاط خلال النهار، آلام في الجسم، الصداع، تعكر المزاج، نقص في الشهية، آلام في المعدة وحموضة، اضطراب الجهاز الهضمي، زيادة التبول أثناء الليل.

##### سبل تجنب اضطرابات النوم أثناء السفر
في الوقت الحاضر لا توجد أي إستراتيجية أو أسلوب علاجي يمكنه التخلص من مشكلة اختلاف التوقيت بصورة فاعلة ودائمة ولكن هناك بعض النصائح السلوكية التي قد تساعد على سرعة التأقلم مع اختلاف التوقيت في جهة السفر، وتساعد في تخفيف أعراض اختلاف التوقيت:
- إن أمكن حاول تغيير وقت نومك واستيقاظك عدة أيام (يومين أو ثلاثة) قبل سفرك ليتناسب مع وقت النوم والاستيقاظ في وجهة سفرك فإذا كنت مسافراً باتجاه الغرب، حاول تأخير مواعيد نومك واستيقاظك تدريجيا (بمعدل ساعة يوميا). أما إذا كنت مسافرا باتجاه الشرق فحاول تقديم موعد استيقاظك ونومك تدريجيا.
- عند الصعود إلى الطائرة، قم بتعديل عقارب ساعتك إلى توقيت جهة سفرك. وإذا أمكن قم بذلك التعديل يوم أو يومين قبل موعد سفرك لأن ذلك يساعد على سرعة التكيف مع التوقيت الجديد.
- قم بتمرين العضلات وأنت في مقعدك حتى تتجنب آلام وشد العضلات.
- حاول المشي في الطائرة لتنشيط العضلات عدة مرات خلال الرحلة.
- تجنب المنبهات كالشاي والقهوة وكذلك الكحوليات أثناء الرحلة.
- حاول شرب كميات جيدة من الماء خلال الرحلة حيث أن بيئة الطائرة تؤدي إلى الجفاف.
- إذا كانت رحلتك ستصل إلى وجهة سفرك في النهار، حاول النوم خلال الرحلة حتى تصل نشيطا. إما إذا كانت رحلتك ستصل ليلا، فحاول التقليل من النوم بالطائرة حتى تستطيع النوم عند وصولك.
- في الأيام الأولى، تجنب الوجبات الثقيلة في الأوقات التي لا تتناسب مع مواعيد أكلك في موطنك حتى تتوافق الساعة الحيوية في جسمك مع التوقيت الجديد، فقد أوضحت إحدى الدراسات أن ذلك قد يؤدي إلى الاختلال في إفراز بعض الهرمونات كالأنسولين وزيادة مفاجئة في مستوى الجلوكوز والدهنيات.
- تجنب الوجبات الثقيلة قبل وقت النوم لأن ذلك يؤدي إلى سوء في نوعية وجودة النوم.
- الكثير من المسافرين يذهبون للنوم حال وصولهم إلى جهة سفرهم بسبب الإجهاد، حتى وإن لم يكن وقت النوم مناسباً، مما ينتج عنه عدم القدرة على النوم عند حلول الليل. لذلك وإن كان ولا بد من النوم بعد الوصول من السفر؛ فإنه يجب أن يكون وقت النوم قصيراً ولا يزيد عن ساعتين، حتى تتمكن من النوم لاحقاً.
- تجنب التمارين المجهدة قبل وقت النوم.
- حمام دافئ قد يساعد على استعادة الجسم حيويته وانتظام النوم.
- ضوء النهار هو العامل الأساسي الذي يؤدي إلى تنظيم الساعة الحيوية في أجسامنا، لذلك حاول التعرض للضوء في الأوقات المناسبة وتجنبها في الأوقات غير المناسبة. وتوقيت التعرض للضوء يعتمد على وجهة السفر شرقا كان أم غربا، وتفصيل ذلك يطول ولكن ببساطة ينصح المسافرون غربا بقضاء بعض الوقت في ضوء الشمس وقت العصر (آخر اليوم) لأن ذلك يؤدي إلى تأخير الإيقاع اليومي للجسم والمسافرون شرقا بقضاء بعض الوقت في ضوء الشمس وقت شروق الشمس حيث يؤدي ذلك إلى تقديم الإيقاع اليومي للجسم.
- ربما تكون قد سمعت عن أو استخدمت بعض العقاقير المنومة خلال سفرك لتساعدك على التغلب على مشكلة اختلاف التوقيت. من هذه العقاقير عقار الميلاتونين الذي حظي بشهرة واسعة بين الناس. وعقار الميلاتونين الموجود بالأسواق صناعي ولكن مادة الميلاتونين في الأصل عبارة عن هرمون يفرز من الغدة الصنوبرية في المخ في جسم الإنسان وهو يساعد على تنظيم الإيقاع اليومي للجسم وتهيئته للنوم حيث يزيد إفراز الهرمون بالليل ويقل بالنهار. وهناك دراسات قليلة أظهرت أن عقار الميلاتونين قد يساعد على تخفيف أعراض اختلاف التوقيت (Jet Lag). ويمكن القول أن تأثير عقار الميلاتونين معاكس تماما لتأثير التعرض للضوء. وتوقيت أخذ الميلاتونين مهم جدا لتعديل الساعة الحيوية في الجسم. وبصورة عامة ومبسطة، يمكن القول أن أخذ عقار الميلاتونين آخر اليوم (وقت المساء) يساعد على تقديم الساعة الحيوية في الجسم وينصح به للمسافرين شرقا، وأخذ العقار أول اليوم (الصباح) يساعد على تأخير الساعة الحيوية في الجسم وينصح به للمسافرين غربا. بقي أن تعرف أن أغلب عقاقير الميلاتونين الموجودة في الغرب نقاء المادة الطبية فيها وخلوها من الشوائب حيث أن الجهة المختصة في الولايات المتحدة الأمريكية (FDA) صرحت باستخدام هذه المادة كمادة غذائية (Food Additive).
لذلك فإن كثير من عقاقير الميلاتونين التي تباع في الأسواق لا تخضع للفحوصات والاختبارات الطبية التي تجري على الأدوية والعقاقير الطبية التي يصرح باستخدامها كأدوية طبية. كما أن الآثار الجانبية طويلة المدى للعقار غير معروفة بعد. وقد أظهرت دراسة أجريت في مايو كلينك وجود شوائب في بعض عقارات الميلاتونين الموجودة في الولايات المتحدة. أو نصيحتي للقارئ الكريم بعدم استخدام أي عقار بما في ذلك الميلاتونين حتى يراجع طبيبه.
- وأخيراً، إذا كنت مسافراً في رحلة عمل، حاول ترتيب مواعيد اللقاءات المهمة بحيث تكون في الوقت الذي يكون فيه جسمك في قمة نشاطه.

#### عمال الورديات
خلق الله الإنسان لينام بالليل ويعمل بالنهار. ولكن إذا تطلب الأمر نستطيع أن نبقى مستيقظين وأن نعمل في الليل، ولكننا لا نكون بنفس الفعالية والنشاط التي نكون عليها بالنهار، حيث أن الإيقاع اليومي والنشاط الهرموني يبلغ ذروته خلال النهار. والوضع الطبيعي هو أن ينام الإنسان بالليل ويعمل بالنهار. ولكن المدنية الحديثة التي نعيشها الآن قد غيرت من نمط حياتنا، حيث أجبرت البعض منا على العمل بالليل حيث أن بعض الخدمات المهمة تتطلب العمل على مدار الساعة، والموظفون الذين تتغير أوقات عملهم يعرفون بعمال نظام الورديات أو الشفتات، وهؤلاء قد يتعرضون لبعض الاضطرابات في النوم.
ولعل أهم مشكلتين تواجه العاملين بنظام الورديات هما صعوبة النوم خلال النهار وصعوبة الحفاظ على التركيز والنشاط خلال الليل. وقبل أن نتطرق بشيء من التفصيل لمشاكل النوم عند هذه الفئة من الناس؛ يجب أن نعرِّف الإيقاع اليومي للجسم أو الساعة الحيوية. الإيقاع اليومي هو قدرة الجسم على التحول من النوم في ساعات معينة (عادة بالليل) إلى الاستيقاظ والنشاط في ساعات أخرى (عادة وقت النهار). وتتحكم عدة عوامل خارجية أهمها الضوء والضجيج في المحافظة على انضباط الإيقاع اليومي للجسم أو ساعاته الحيوية، ويصاحب ذلك تغير في عدد كبير من وظائف الجسم التي قد تكون أنشط بالنهار منها بالليل.
فالموظف الذي يعمل في وردية الليل يحاول أن يعمل في الوقت الذي يطلب فيه جسمه النوم، وأن ينام في الوقت الذي يريد فيه جسمه الاستيقاظ، مما ينتج عنه عدم التناسق بين وقت النوم والاستيقاظ وحاجة الجسم العضوية.
وعندما يغير الموظف ورديته إلى وردية أخرى، فإن جسمه يحتاج إلى بعض الوقت للتكيف مع وقت العمل الجديد، وهذا الوقت يتراوح عادة من الأسبوعين إلى الثلاثة أسابيع.

##### تأثير عمل الورديات على النوم
نظام الورديات يؤثر على حياتنا بعدة طرق. فالموظف الذي يعمل بالليل وينام بالنهار عادة ما ينام ساعتين إلى أربع ساعات أقل من الموظف الذي يعمل بالنهار وينام بالليل.
وهناك اختلاف كبير بين نوعية النوم بالنهار مقارنة بالليل. فالنوم بالنهار عادة ما يكون خفيفاً (قد لا يحصل الموظف على حاجته من النوم العميق) ومتقطعاً مما ينتج عنه عدم استعادة الجسم لنشاطه ومن ثم التعب والخمول والتوتر، وفي بعض الأحيان الأرق. وهذا بدوره ينعكس على إنتاجية الموظف وتركيزه في عمله، وفي بعض الأحيان قد يسبب بعض الأعراض العضوية. فعلى سبيل المثال، إفرازات الجهاز الهضمي تتبع نظام الإيقاع اليومي، فعندما يأكل الموظف في ساعات الليل المتأخرة فإنه يملأ معدته بالأكل في الوقت الذي يكون جهازه الهضمي غير مستعداً لذلك، ويتركها خالية بالنهار وهي في قمة نشاطها وإفرازاتها الحمضية. وهذا يفسر نسبياً كثرة شكوى العاملين بالليل من الحموضة.
وموظفي الورديات يعانون من الكثير من الضغوط العائلية والاجتماعية التي يجب عليهم التكيف معها. حيث يجب عليهم العمل عندما يكون أغلب الناس نائمين والنوم عندما يكون الآخرون في أعمالهم، أو يقضون أوقاتاً ممتعة مع أقاربهم وأصدقائهم. ويشتكي هؤلاء الموظفون عادة من عدم القدرة على قضاء أوقاتاً كافية مع أبنائهم أو أصدقائهم أو حتى من ترتيب بعض الأنشطة الترفيهية.
وقد يؤثر نقص النوم عند عمال الورديات على قدرتهم على اتخاذ بعض القرارات التي تحتاج إلى تركيز أو ردة فعل سريعة، فجميع الحوادث النووية التي حدثت هذا القرن (كانفجار تشير نوبل) حدثت في وقت متأخر في الليل، ويعتقد أن الأخطاء البشرية لعبت دوراً فيها، والسؤال الذي يطرح نفسه، هل كان نقص النوم سبباً فيها كذلك؟

##### التكيف مع نظام الورديات
نظام العمل بالورديات أصبح واقعاً يجب علينا التعايش معه، فهناك الطبيب الذي يجب أن يعمل بالليل، وهناك رجل الأمن وغيرهم كثير. فكيف تتكيف مع نظام الورديات؟ بصورة عامة كلما تقدم بنا السن أصبح التكيف مع نظام الورديات أكثر صعوبة. ولكن هناك استراتيجيات عامة يمكن أن تساعد العامل على الحصول على نوم أفضل.
1-أجواء العمل:
يجب أن ينظم نظام الوردية (أو الشفت) ليساعد العامل على النوم بصورة أفضل. ويمكن أن ينجز ذلك بحيث يتبع وقت تغيير الورديات عقارب الساعة، بمعنى إذا كان الموظف يعمل في وقت النهار فإن الوردية التالية تكون في المساء والثالثة تكون بالليل وهكذا. وهذا الاتجاه في وقت تغيير الورديات هو أكثر ملاءمة لطبيعة الإنسان ويساعد العامل على التكيف السريع مع الإيقاع اليومي الجديد.
إيجاد فترات للراحة خلال ساعات العمل قد يساعد في زيادة التركيز والاستيقاظ لدى العامل. وهذا النظام أثبت فعالية في كثير من الشركات التي تتطلب العمل على مدار الساعة.
كما أن زيادة الفترة قبل تغيير وقت الوردية قد يساعد العامل على التكيف مع الوردية الجديدة، بمعنى أن تغيير وقت الوردية كل ثلاثة أسابيع أفضل من تغييرها كل أسبوع.
ويجب أن يساعد جو العمل على تنشيط الموظف وزيادة وعيه الحسي، فالإضاءة يجب أن تكون جيدة وقوية، والحرارة يجب أن تكون مناسبة علماً بأن الجو الدافئ يؤدي إلى الخمول. بعض العاملين يحب تناول المشروبات المحتوية على الكافيين لزيادة نشاطهم، ولا أرى أي مانع من تناول هذه المشروبات كالقهوة مثلاً بشرط أن لا يتم تناولها قبل وقت النوم بثلاث إلى أربع ساعات، لأنها قد تزيد من مشكلة الأرق عند الموظف.
2-أجواء المنزل:
يجب على عمال الورديات البدء في تعديل وقت نومهم عند اقتراب انتهاء فترة الوردية الحالية للتكيف مع فترة الوردية القادمة. ففي الأيام الأخيرة من الوردية الحالية يبدأ الموظف في تغيير مواعيد نومه تدريجياً للتكيف مع الفترة الجديدة، فعلى سبيل المثال، إذا كانت ورديتك الحالية في النهار والقادمة في المساء، حاول تأخير نومك ساعة إلى ساعتين كل يوم ومن ثم وقت استيقاظك إن أمكن حتى يساعدك على التكييف مع وقت النوم الجديد.
إذا كانت ورديتك بالليل ونومك بالنهار، حاول أن تخلق جو الليل في غرفة نومك، بمعنى أن تجعلها مظلمة وهادئة بدون أي ضوضاء. وقد يكون من الصعب القضاء على الضوضاء في وقت النهار، وللتغلب على ذلك يمكن استخدام ما يعرف بالضوضاء البيضاء، وهي أن يكون في الخلفية الصوتية صوت ثابت الشدة ومتواصل، كصوت مروحة أو مكيف الهواء. كما يمكن استخدام المذياع بجعل مؤشر القنوات في نهاية أحد طرفي القنوات بحيث يصدر صوتاً ثابتاً ومتواصلاً يمكن التحكم في شدته. وهذا الصوت تتعود عليه الأذن وهو في نفس الوقت يغطي على الأصوات الأخرى التي قد تؤثر على النوم.
ويجب على عامل الورديات أن يلتزم بنظام النوم والاستيقاظ الخاص بورديته بقدر الإمكان حتى في عطلة نهاية الأسبوع. ويحاول أن يجد وقت محدد لقضائه مع عائلته وأقاربه بدون أن يحدث تغييراً كبيراً في نظام نومه واستيقاظه.
ويجب أن يعرف القارئ أن تغيير نظام النوم خلال عطلة نهاية الأسبوع تحت ضغوط الالتزامات الاجتماعية يؤثر على نوم الموظف خلال الأسبوع الذي يليه.
والموظفون الذين يعملون في وظائف تتطلب منهم الاستيقاظ المتكرر خلال الليل كالأطباء قد يستفيدون من فترات نوم قصيرة خلال النهار.
3-الحبوب المنومة:
لا يوجد دليل علمي على أن استخدام الحبوب المنومة لإدخال النوم على الموظف بالنهار يحسّن من الوعي أو التركيز أو الإنتاجية خلال ساعات العمل بالليل. بالإضافة إلى ذلك فإن هذه الحبوب لها آثار جانبية وبعضها ومع طول الاستخدام قد يسبب الإدمان، أضف إلى ذلك أن هذه الحبوب لا تحل سبب المشكلة وهو عمل الورديات وأنا شخصياً لا أنصح عمال الورديات باستخدام هذه الحبوب بدون استشارة طبية.
4-عادات الأكل:
يؤثر الطعام على نوم الإنسان، فعلى عمال الورديات أن يأكلوا الوجبات الغنية بالبروتين والكربوهيدرات والابتعاد على الوجبات الدهنية والمقلية ولا ينصح القارئ بالذهاب للنوم عندما يكون جائعاً أو بعد وجبة ثقيلة.

## أهمية الإيقاع في النباتات

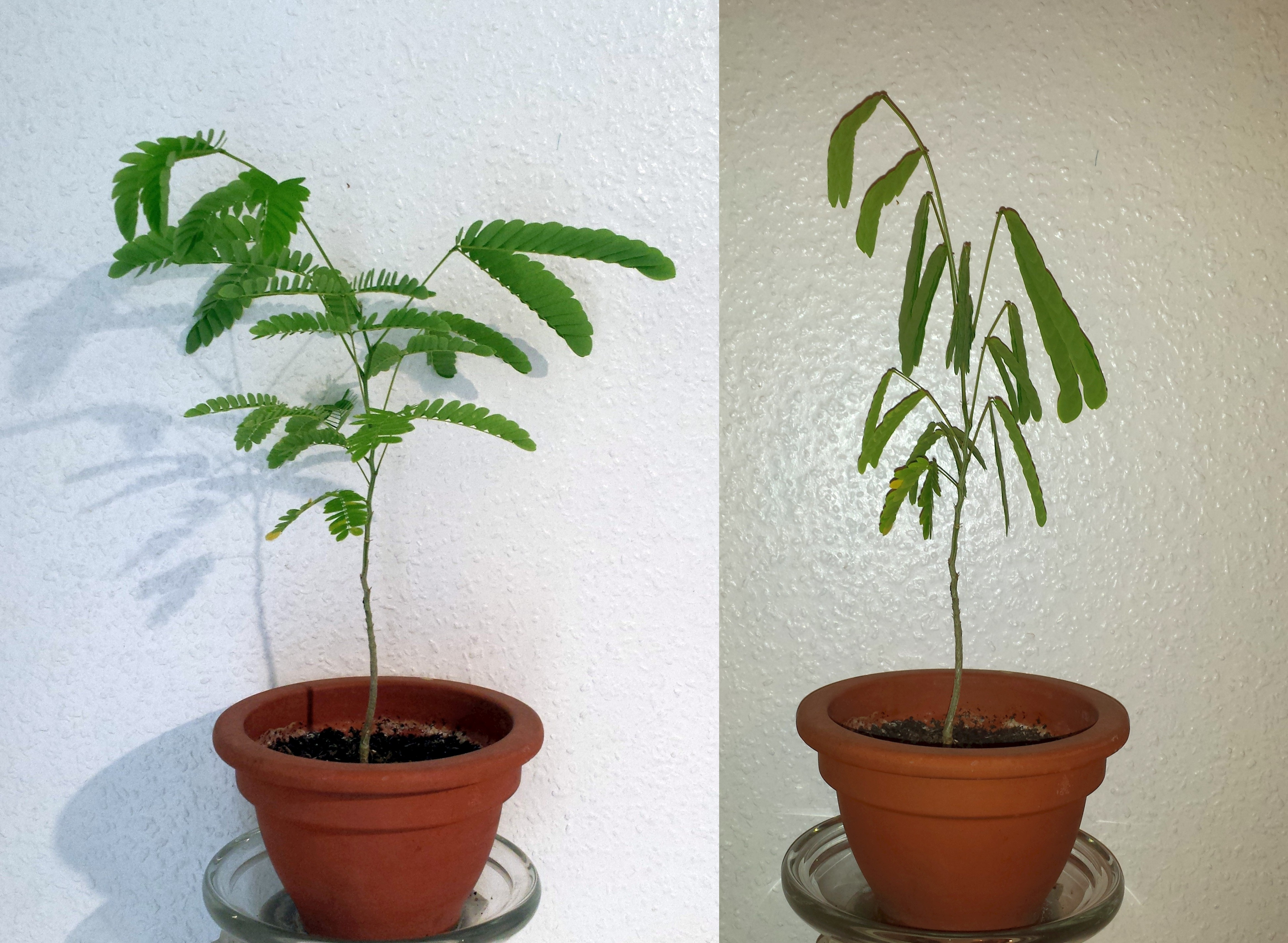
دورة النشاط الأيضي في النبات)

يخبر إيقاع الساعة البيولوجية النبات عن الفصول الموسمية ومتى تزهر للحصول على أفضل فرصة لجذب الملقحات. يظهر هذا الإيقاع في العديد من سلوكيات النبات مثل حركة الأوراق والنمو والإنبات وتبادل الغازات، والنشاط الإنزيمي، والنشاط الضوئي، وانبعاث الرائحة. يحدث إيقاع الساعة البيولوجية في النبات لتتمكن من التزامن مع دورة الضوء في البيئة المحيطة. هذه الايقاعات تتولد داخليا وباكتفاء ذاتي وتظل ثابتة تقريبا على نطاق واسع من درجات الحرارة المحيطة، وتشمل الخصائص العامة للإيقاع البيولوجي تفاعلات النسخ والترجمة حيث أن البروتينات التي تحتوى على مجالات تقييم الأداء تسهل التفاعلات بين البروتينات وكذلك العديد من خلايا مستقبلات الضوء التي تعيد ضبط الساعة حسب ظروف الإضاءة المختلفة.
تحسبا للتغيرات البيئية المختلفة يسمح للنبات بإحداث التغيرات المناسبة في حالته الفسيولوجية، مما يمنح النبات ميزة التكيف. وهناك تطبيقات عديدة في مجال الزراعة مبنية على الفهم الأفضل لإيقاع الساعة البيولوجية في النبات: مثل مساعدة المزارعين في حصاد المحصول مما يمدد فترة الحصاد ويتفادى الخسائر الفادحة بسبب الطقس. الضوء هو الإشارة التي بها يستطيع النبات أن يزامن ساعته الداخلية مع البيئة، ويمكن أن يشعر النبات بالضوء بواسطة مجموعة واسعة من مستقبلات الضوء.

## الساعة البيولوجية في الثدييات

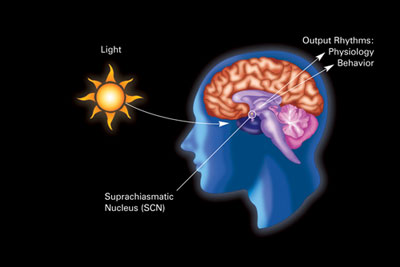
صورة توضيحية لتأثير الضوء على ايقاع الساعة البيولوجية

تقع الساعة البيولوجية الأساسية في الثدييات في نواة التأقلم (SupraChiasmatic nuclues)، وهي زوج من المجموعات المتميزة من الخلايا تقع في منطقة ما تحت المهاد. وأي تدمير لنواة التأقلم (SCN) سيؤدى إلى غياب كامل للإيقاع المنتظم لدورة النوم واليقظة حيث أن النواة تستقبل الإشارات عن الضوء عن طريق العين تحتوي شبكية العين على المستقبلات الكلاسيكية الضوئية وهي «العصى والمخاريط» والتي تستخدم في الرؤية التقليدية، ولكن تحتوي الشبكية أيضا على خلايا متخصصة لديها حساسية مباشرة للضوء واتصال مباشر بنواة التأقلم (SCN) وتساعد في التزامن مع الساعة اليومية.
هذه الخلايا تحتوى على صبغة معينة تتبدل بالضوء، وتتبع إشاراتها مسارا معينا حتى تصل إلى نواة التأقلم، وإذا تم إزالة نواة خلايا التأقلم فإنها تحافظ على إيقاع الساعة البيولوجية بانتظام في حالة غياب المؤثرات الخارجية.
تتلقى نواة التأقلم المعلومات على مدار النهار والليل من شبكية العين ثم تقوم بترجمتها وتمررها إلى الغدة الصنوبرية، وهي غدة صغيرة على شكل مخروط الصنوبر تقع في منطقة فوق المهاد (epithalamus)، وردا على ذلك تفرز الغدة هرمون الميلاتونين. يصل افراز الميلاتونين إلى ذروته أثناء الليل ويقل طيلة النهار، ويوفر وجوده معلومات عن طول الليل.
وقد أشارت العديد من الدراسات إلى أن الميلاتونين يؤثر على النظامية لتعديل أنماط الإيقاع والنشاط وغير ذلك من العمليات، وبالرغم من ذلك فإن طبيعة وأهمية هذا التأثير مازالت غير معروفة حتى الآن.
ويمكن أن تتراوح ايقاعات الساعة البيولوجية في الإنسان لفترات أقصر وأطول قليلا من الـ24 ساعة الأرضية. وقد أظهر الباحثون في جامعة هارفارد أن البشر بإمكانهم الحصول على دورة يومية تتراوح بين 23.5 ساعة و24.65 ساعة (وهذا الأخير هو لطبيعة الشمس ودورة النهار والليل على كوكب المريخ).

### البشر

عندما تتلقى العين ضوء الشمس ، يتم إعاقة إنتاج الغدة الصنوبرية للميلاتونين ، وتؤدي الهرمونات المنتجة إلى إبقاء الإنسان مستيقظًا. وعندما لا تتلقى العيون الضوء ، يتم إنتاج الميلاتونين في الغدة الصنوبرية ويصبح الإنسان متعبًا.

اقترح البحث المبكر حول إيقاع الساعة البيولوجية في الإنسان أن معظم البشر يفضلون يوم يقترب من الـ25 ساعة عندما يتم عزلهم عن المؤثرات الخارجية مثل ضوء النهار وضبط الوقت. وبالرغم من ذلك فقد كان هذا البحث مخطئا لأنه فشل في حماية المشاركين من الضوء الاصطناعي. وبالرغم من حماية معظم المشاركين من المؤثرات الوقتية مثل الساعات وكذلك ضوء النهار إلا أن العلماء لم يدركوا مدى تأثير المصابيح الكهربائية في تأخير المرحلة في الأماكن المغلقة، وسمح للأشخاص بإضاءة الأنوار أثناء اليقظة وايقافها عند الرغبة في النوم. قام المصباح الكهربائي بتأخير مرحلة الساعة البيولوجية أثناء إضاءته ليلا. وفي عام 1999م قامت جامعة هارفارد بدراسة أثبتت أن إيقاع الإنسان الطبيعي يقترب من 24 ساعة و11 دقيقة وهذا قريب جدا من اليوم الشمسي الطبيعي ولكنهما مازالا غير متطابقين.

### العلامات البيولوجية والآثار
علامات المرحلة الكلاسيكية لقياس توقيت إيقاع الساعة البيولوجية في الثدييات هي:
- إفراز الميلاتونين من الغدة الصنوبرية.
- الحد الأدنى لدرجة حرارة الجسم الداخلية.
- مستوى الكورتيزول في البلازما.

لدراسات درجة الحرارة، يجب أن يظل الشخص مستيقظا ولكن هادئ وشبه متكأ. في الظلام في حين يتم أخذ درجات حرارة المستقيم بشكل شبه مستمر. متوسط درجة حرارة الإنسان البالغ تصل الحد الأدنى في حوالى الساعة الخامسة صباحا، قبل حوالى ساعتين من وقت الاستيقاظ المعتاد. وجد بيهر أنه يحصل في الشباب على الحد الأدنى من درجة حرارة الجسم في حوالي الرابعة صباحا في الأشخاص النهاريين بينما يحصل عليها في حوالي السادسة صباحا في الأشخاص الليليين، يحدث هذا الحد الأدنى في حوالي منتصف فترة الـ8 ساعات نوم في الأشخاص النهاريين بينما يحدث في وقت قريب من الاستيقاظ في الأشخاص الليليين.
لا يوجد الميلاتونين في الجسد أثناء النهار أو يكون بمستوى قليل حيث لا يتم اكتشافه. يبدأ ظهوره في الضوء الخافت، وهذا يقدر بحوالي الساعة التاسعة صباحا، ويمكن أن يقاس في الدم أو اللعاب كما يمكن قياس الناتج الرئيسي للأيض في البول الصباحي، وقد تم استخدام تركيز الهرمون في الدم أو اللعاب كعلامة للساعة البيولوجية. وبالرغم من ذلك تشير الأبحاث الحديثة إلى ان توازن الميلاتونين قد يكون العلامة الأكثر موثوقية. وجد بنلوسيف وآخرون أن علامات مرحلة الميلاتونين كانت أكثر استقرارا وأكثر ترابطا مع توقيت النوم من الحد الأدنى لدرجة الحرارة. واكتشفوا أيضا أن كلا من توازن النوم وتوازن الميلاتونين مرتبطان بشدة مع علامات المرحلة. بالإضافة إلى ذلك، فإن مرحلة انخفاض مستويات الميلاتونين هي أكثر موثوقية واستقرارا من انتهاء تكوين الميلاتونين.
وتشمل التغييرات الفسيولوجية الأخرى التي تحدث وفقا لإيقاع الساعة البيولوجية معدل ضربات القلب والعديد من العمليات الخلوية بما في ذلك الاكسدة، وعمليات الأيض داخل الخلية، والاستجابات المناعية والالتهابات، والتعديلات الجينية، ونقص الأكسجين/مسارات استجابة فرط الأكسجين، وجهد الشبكة اندوبلازمية، والالتهام الذاتي، وتنظيم بيئة الخلايا الجذعية. وفي دراسة أجريت على الشباب اكتشفوا أن متوسط معدل ضربات القلب يصل إلى أدنى قيمة له أثناء النوم، وأعلى قيمة له بعد الاستيقاظ بفترة قصيرة.
خلافا لدراسات سابقة، فقد وجد أنه ليس هناك تأثير لدرجة الحرارة على أداء الاختبارات النفسية. وهذا على الأرجح بسبب الضغوط التطورية للوظائف العقلية العليا بالمقارنة مع المناطق الوظيفية الأخرى التي تم فحصها في الدراسات السابقة.

### خارج الساعة الرئيسية
يوجد هناك العديد من الايقاعات اليومية المستقلة في الكثير من الأجهزة والخلايا في الجسم خارج نواة التأقلم «الساعة الرئيسية». تم العثور على هذه الساعات، والتي تدعى المذبذبات الطرفية، في الغدة الكظرية والمرئ والرئتين والبنكرياس والكبد والطحال والغدة الصعترية والجلد، وبالرغم من أن المذبذبات على الجلد تستجيب للضوء إلا إن تأثيرها لم يثبت بعد، وهناك أيضا بعض الأدلة أن البصلة الشمية والبروستاتا قد تواجه بعض التذبذبات مما يشير أيضا إلى أن هذه الأعضاء قد تحتوي على مذبذبات ضعيفة.
وعلاوة على ذلك فإن خلايا الكبد على سبيل المثال يبدو أنها تستجيب للتغذية أكثر من الضوء، ويبدو أن خلايا كثيرة من أجزاء الجسم المختلفة لديها إيقاعات تشغيل مستقلة.

## الضوء والساعة البيولوجية
يعيد الضوء ضبط الساعة البيولوجية وفقا لمنحنى استجابة المرحلة. واعتمادا على التوقيت يمكن للضوء أن يقدم أو يؤخر ايقاع الساعة البيولوجية. وكل من منحنى استجابة المرحلة والإضاءة المطلوبان يختلفان من فصيلة لأخرى ومستويات الإضاءة المنخفضة مطلوبة لإعادة ضبط الساعة في القوارض الليلية أكثر من البشر.

## الدورات الطويلة القسرية
تمت هذه الدراسات بواسطة ناثانايل كلايتمان في عام 1938 وديرك يان دايك وتشارلز كيرلز في 1990، حيث تم وضع العنصر البشري في دورة نوم ويقظة قسرية تستغرق حوالي 28 ساعة، في ضوء خافت ثابت ومع الحفاظ على جميع المؤثرات الأخرى في معدلات منخفضة لمدة شهر، لأن الناس العاديين لا يمكنهم الحصول على دورة نوم ويقظة لـ28 ساعة في الضوء الخافت على كل حال. ويشار إلى هذا على أنه بروتوكول عدم التزامن. حلقات النوم واليقظة لم تعد مرتبطة بإيقاع الساعة البيولوجية الداخلي والذي يستغرق حوالى 24.18 ساعة، ويسمح للباحثين بتقييم آثار مرحلة الايقاعية على جوانب النوم واليقظة بما في ذلك اختباء النوم وغيرها من الوظائف.